# Gardeweg (Wipperfürth)

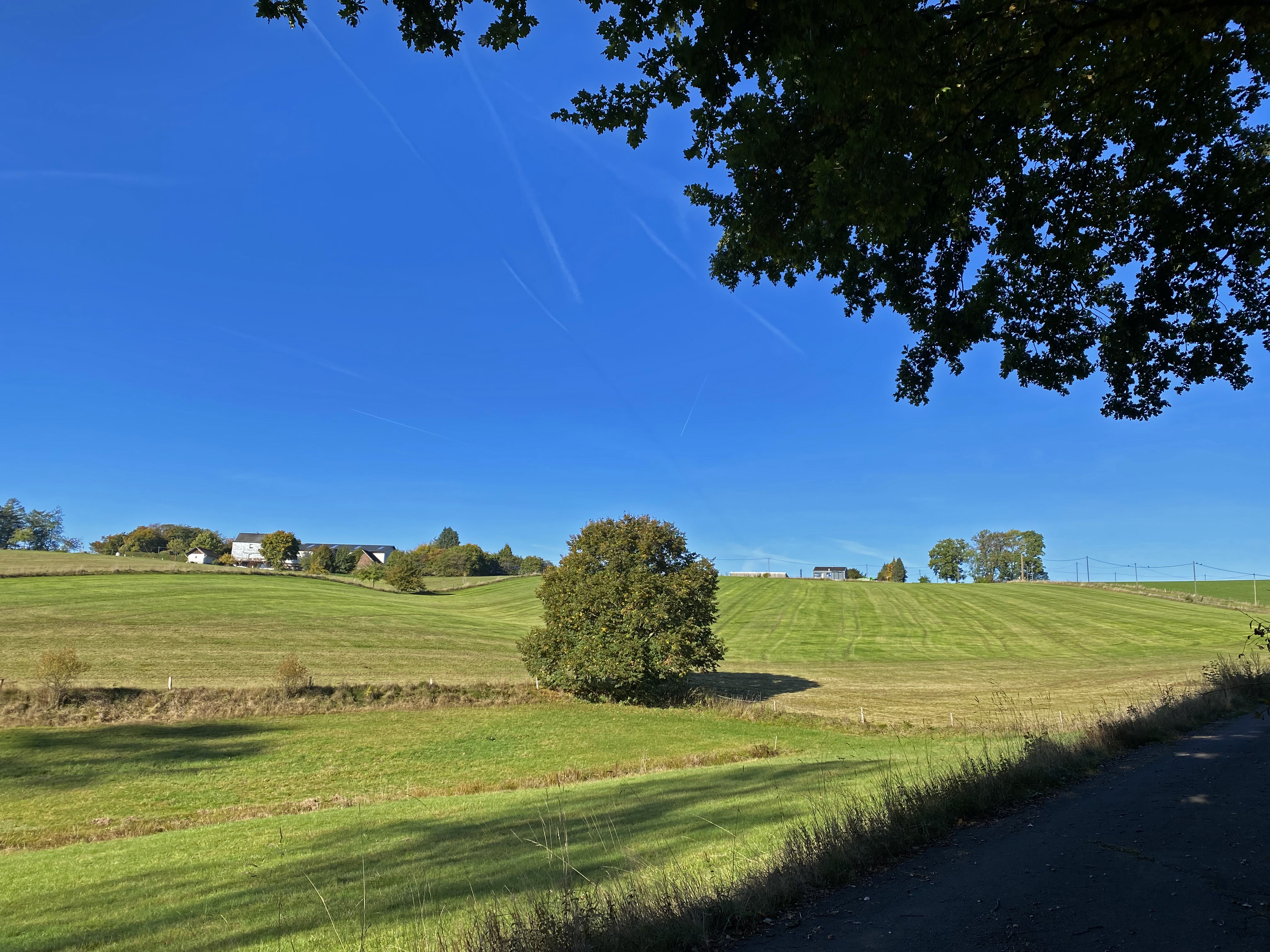
Landschaft bei Gardeweg

Gardeweg ist eine Ortschaft von Wipperfürth im Oberbergischen Kreis im Regierungsbezirk Köln in Nordrhein-Westfalen (Deutschland).

## Lage und Beschreibung
Die in drei Siedlungsbereiche aufgeteilte Ortschaft liegt im Norden von Wipperfürth an der Wasserscheide zwischen der Neyetalsperre und der Bevertalsperre. Nachbarorte sind Beinghausen, Vossebrechen, Forste, Obernien und Platzweg. Im Westen der Ortschaft liegen die Quellen von Gardeweger Siepen und Brakensiepen, die beide in die Lüttgenau münden. Der in die Neye II mündende Gardewegermühlenbach entspringt in dem im Osten gelegenen Siedlungsbereich von Gardeweg. An der Kreisstraße K 13 ist unter einer Baumgruppe ein altes Wegekreuz (1871) aufgestellt worden. 
Politisch wird der Ort durch den Direktkandidaten des Wahlbezirks 17.2 (172) Egen im Rat der Stadt Wipperfürth vertreten.

## Geschichte
Die Karte Topographia Ducatus Montani aus dem Jahre 1715 zeigt zwei Höfe und bezeichnet diese mit Gardenweg. In der Karte Topographische Aufnahme der Rheinlande von 1825 wird die heute gebräuchliche Bezeichnung Gardeweg verwendet.
Die durch Gardeweg führende Kreisstraße K13 hatte bereits in vorgeschichtlicher Zeit (Jungsteinzeit) ihren Ursprung, wenn auch nur als „Trampelweg und Urpfad“. In der sächsisch-fränkischen Zeit ab dem 7. Jahrhundert erlangte sie Bedeutung im Fernverkehr, die sich erst im 18. Jahrhundert wieder auf regionale Bedeutung reduzierte.
Nachgewiesen ist im Süden des Ortes eine von Wuppertal-Elberfeld bis nach Marienheide-Krommenohl verlaufende Landwehrlinie. Diese Bergische Landwehr sicherte das Bergische Territorium vor Einfällen aus dem Märkischen.

## Busverbindungen
Über die Bushaltestelle Gardeweg der Linie 337 (VRS/OVAG) ist eine Anbindung an den öffentlichen Personennahverkehr gegeben.

## Wanderwege
Der vom SGV ausgeschilderte Rundwanderweg A5 und der Hauptwanderweg X7 Residenzenweg führen durch die Hofschaft hindurch.

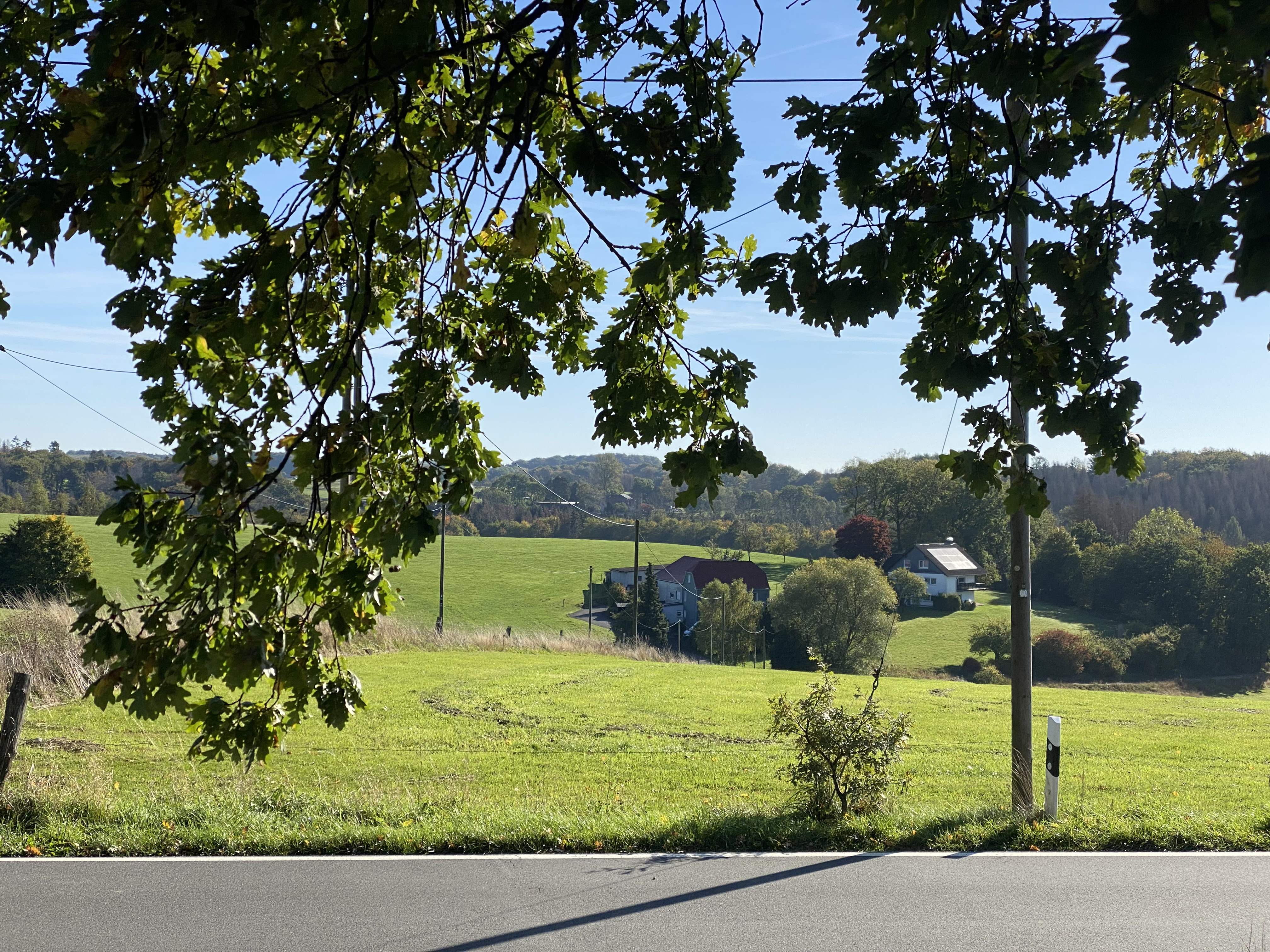
Blick von der Kreisstraße 13 nach Osten
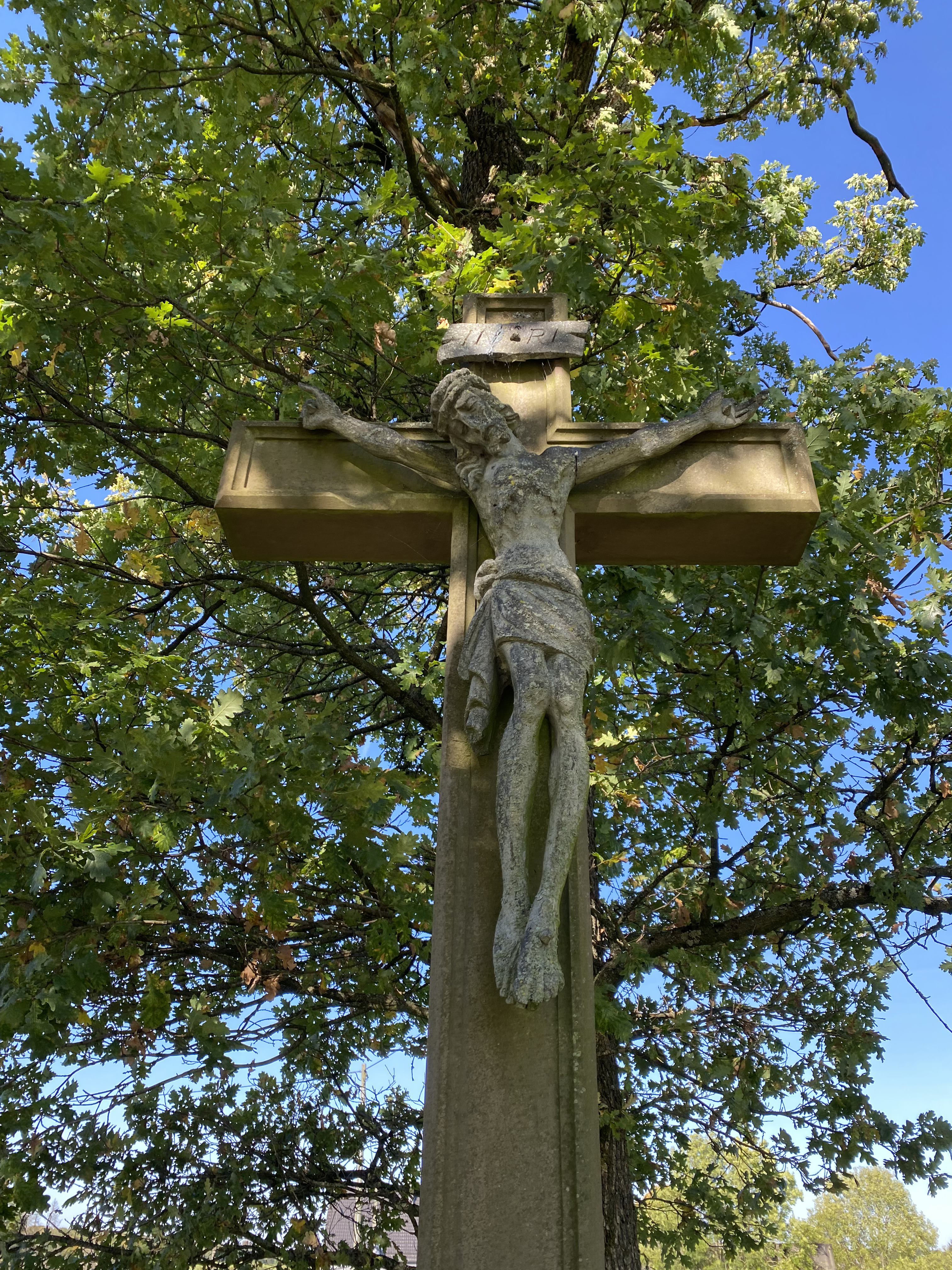
Wegekreuz Gardeweg (1871)